# Atlas III
Il Lockheed Martin Atlas III è stato un veicolo di lancio orbitale americano usato tra il 2000 e il 2005.
È stato il primo membro della famiglia Atlas poiché l'Atlas A era caratterizzato da una struttura a stadi "normale", rispetto ai precedenti membri della famiglia di lanciatori Atlas, che erano dotati di alcuni motori (detti boosters), sul primo stadio, che venivano sganciati durante il volo.

## Descrizione
L'Atlas III consisteva in due stadi. Il primo era di nuova progettazione, mentre quello superiore era il Centaur che è ancora in uso sull'Atlas V EELV. Il motore del primo stadio era un RD-180 di produzione della russa NPO Energomaš "V. P. Gluško",
che sono stati utilizzati anche sull'Atlas V. I motori RD-180 hanno la possibilità di modulare la potenza, riducendo gli stress meccanici al lanciatore. Al decollo la potenza è ridotta al 74%, poi viene aumentata al 92%.
L'Atlas III, è stato prodotto in due versioni. La versione base era l'Atlas IIIA, ma è stato realizzato anche l'Atlas IIIB, una versione a due motori nello stadio superiore Centaur.
In passato il lanciatore era chiamato Atlas IIAR.

## Lanci
Il lancio inaugurale dell'Atlas III, avvenuto il 24 maggio del 2000, portò il satellite per telecomunicazioni Eutelsat W4 in un'orbita geostazionaria. Tutti i lanci dell'Atlas III sono stati realizzati dallo Space Launch Complex 36B della Cape Canaveral Air Force Station. L'Atlas III fece il suo sesto ed ultimo volo il 3 febbraio del 2005, con un carico utile segreto per il National Reconnaissance Office statunitense.
| Data/Ora (UTC)      | Versione   | S/N    | Sito di lancio | Carico                 | Funzione                             | Orbita | Risultato |  |
| ------------------- | ---------- | ------ | -------------- | ---------------------- | ------------------------------------ | ------ | --------- |  |
|                     |            |        |                |                        |                                      |        |           |  |
| 24-05-2000 23:10    | Atlas IIIA | AC-201 | CCAFS SLC-36B  | Eutelsat W4            | Satellite per comunicazioni          | GTO    | Successo  |  |
| 21-02-2002 12:43:00 | Atlas IIIB | AC-204 | CCAFS SLC-36B  | Echostar 7             | Satellite per comunicazioni          | GTO    | Successo  |  |
| 12-04-2003 00:47    | Atlas IIIB | AC-205 | CCAFS SLC-36B  | Asiasat 4              | Satellite per comunicazioni          | GTO    | Successo  |  |
| 18-12-2003 02:30    | Atlas IIIB | AC-203 | CCAFS SLC-36B  | USA-174 (UHF F-11)     | Satellite per comunicazioni militare | GTO    | Successo  |  |
| 13-03-2004 05:40    | Atlas IIIA | AC-202 | CCAFS SLC-36B  | MBSAT-1                | Satellite per comunicazioni          | GTO    | Successo  |  |
| 03-02-2005 07:41    | Atlas IIIB | AC-206 | CCAFS SLC-36B  | USA-181 (NROL-23/NOSS) | SIGINT                               | LEO    | Successo  |  |
|                     |            |        |                |                        |                                      |        |           |  |

## GX
Il razzo GX, in precedenza sviluppato dalla Galaxy Express Corporation, era originariamente destinato ad utilizzare per la fase di decollo l'Atlas III, fornito dalla Lockheed-Martin, e uno stadio superiore di nuova concezione. Avrebbe dovuto essere lanciato dal Centro spaziale di Tanegashima, a sud di Kyūshū, in Giappone. Nel dicembre 2009 il governo giapponese decise di annullare il progetto GX.

## Bibliografia

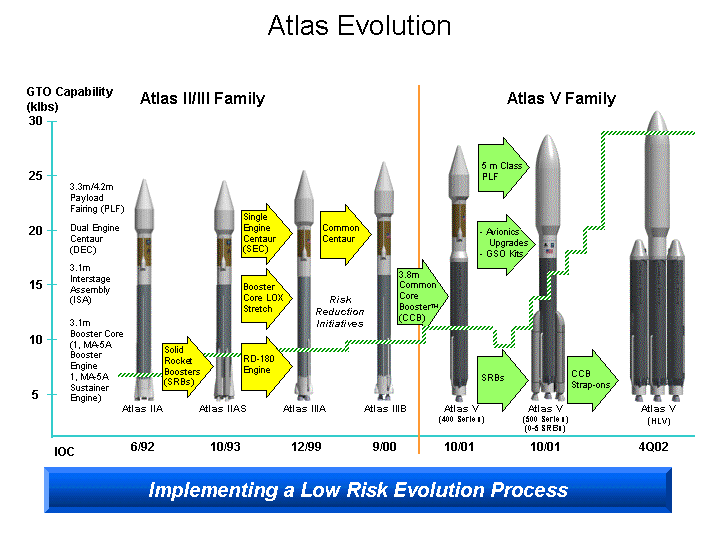
Evoluzione degli ATLAS